# O.O
"O.O" là bài hát được thu âm bởi nhóm nhạc nữ Hàn Quốc Nmixx cho album đầu tay Ad Mare.  Nó được phát hành dưới dạng đĩa đơn chính của  JYP Entertainment vào ngày 22 tháng 2 năm 2022.

## Bối cảnh và phát hành
Vào ngày 9 tháng 7 năm 2021, JYP Entertainment thông báo sẽ ra mắt một nhóm nhạc nữ mới vào tháng 2 năm 2022, nhóm đầu tiên kể từ Itzy vào năm 2019. Vào ngày 2 tháng 2 năm 2022, nhóm sẽ ra mắt và phát hành ablum Ad Mare. Sáu ngày sau, danh sách ca khúc được phát hành với "O.O" được công bố là đĩa đơn chính. On Vào ngày 17 tháng 2, video teaser đầu tiên được phát hành. Hai ngày sau, đoạn video teaser NMIXX 1st Single 'AD MARE' Highlight Medley được phát hành. Vào ngày 21 tháng 2, video teaser thứ hai được phát hành. Bài hát cùng với video âm nhạc được phát hành vào ngày 22 tháng 2.

## Âm nhạc và lời
"O.O" được viết bởi Dr.JO (153/Joombas), được sáng tác bởi EJAE cùng với Brian U, Enan, MarkAlong, Charlotte Wilson, Chanti, Awry, Ayushy, Jan Baars và Rajan Muse từ The Hub, và được sắp xếp bởi ba người trước đây. được mô tả là một bài hát có "hỗn hợp của baile funk, teen pop và pop rock" với "đoạn giới thiệu bẫy quyến rũ mãnh liệt". Phần A của "O.O" được sáng tác trong [Key] của E minor, với tempo 133 nhịp mỗi phút và phần B được soạn trong A major với nhịp độ 100 nhịp mỗi phút.

## Đánh giá
Sau khi phát hành, "O.O" đã nhận được phần lớn sự đón nhận tiêu cực từ công chúng và các nhà phê bình. Tanu I. Raj  mô tả bài hát giống như "chuyến đi tàu lượn siêu tốc của các thể loại  electropop đến  pop rock đến hip hop to  Nhạc Hip hop" và so sánh bài hát với  I Got a Boy của Girls' Generation  và "Next Level" của aespa tuy nhiên 'O.O' không thành công, để thu hút sự chú ý trong một thời gian dài."
Mặt khác, trong một bài đánh giá thuận lợi hơn,, Divyansha Dongre của Rolling Stone India đã mô tả 'O.O' là một ca khúc K-pop tinh túy kết hợp nhiều thể loại thành một.

## Diễn biến thương mại
"O.O" ra mắt ở vị trí thứ 147 trên Bảng xếp hạng nhạc số Gaon của Hàn Quốc trong bảng xếp hạng số ra ngày 27 tháng 2 - 5 tháng 3 năm 2022; trên các bảng xếp hạng , bài hát đã ra mắt ở vị trí thứ 40 trên Gaon Download Chart trong số phát hành ngày 20-26 tháng 2 năm , và vị trí thứ 95 trên Gaon Streaming Chart trong số phát hành ngày 27 tháng 2 - Ngày 5 tháng 3 năm 2022. Nó lên vị trí thứ 81 trên Bảng xếp hạng nhạc số Gaon, và Gaon Streaming Chart trong số phát hành ngày 20-26 tháng 3 năm 2022.
On the Billboard K-pop Hot 100, bài hát ra mắt ở vị trí thứ 88 trong bảng xếp hạng số ra ngày 19 tháng 3 năm 2022, và tăng dần lên vị trí thứ 63 trong số phát hành trên bảng xếp hạng ngày 30 tháng 4 năm 2022.
Tại Billboard Japan và Billboard Japan Hot 100, bài hát ra mắt ở vị trí thứ 86 trong bảng xếp hạng số ra ngày 2 tháng 3 năm 2022, và vương  lên vị trí thứ 42 trong bảng xếp hạng số ra ngày 23 tháng 3 năm 2022. Trên bảng xếp hạng Billboard Vietnam Hot 100 , bài hát ra mắt ở vị trí thứ 95 trong số phát hành trên bảng xếp hạng ngày 3 tháng 3 năm 2022 , tăng lên vị trí thứ 38 trong tuần tiếp theo. Tại Singapore, bài hát ra mắt ở vị trí thứ 27 trên Bảng xếp hạng phát trực tuyến hàng đầu của RIAS và vị trí thứ tám trên Bảng xếp hạng khu vực hàng đầu của RIAS trong bảng xếp hạng số ra ngày 25 tháng 2 - 3 tháng 3 năm 2022, tăng lên vị trí thứ 16 trên Bảng xếp hạng phát trực tuyến hàng đầu của RIAS và vị trí thứ tư trên Bảng xếp hạng khu vực hàng đầu của RIAS trong tuần tiếp theo. Bài hát cũng ra mắt ở vị trí thứ 18 trên Billboard Singapore Songs trong bảng xếp hạng số ra ngày 19 tháng 3 năm 2022.

## Danh sách người thực hiện
Danh sách này được lấy từ áp phích giới thiệu thông tin người sản xuất bài hát
Studio
- JYPE Studios - , chỉnh sửa giọng hát
- Canton House Studios – Phối nhạc
- Sterling Sound –  Làm nhạc

Cá nhân
- Nmixx – giọng hát, hát bè
- Frankie Day – hát bè
- Ayushy – hát bè
- Dr.JO (153/Joombas) – viết lời
- Brian U (The Hub) – sáng tác nhạc, sắp xếp, chơi trống, Synthesizer
- Enan (The Hub) – sáng tác nhạc, sắp xếp, chơi trống, Synthesizer
- MarkAlong (The Hub) – sáng tác nhạc, sắp xếp, chơi trống, Synthesizer
- Charlotte Wilson (The Hub) –  sáng tác nhạc, chỉ đạo giọng hát
- Chanti (The Hub) – sáng tác
- EJAE – sáng tác, hát bè, chỉ đạo giọng hát
- Awry (The Hub) – sáng tác, hát bè
- Ayushy (The Hub) – sáng tác
- Jan Baars (The Hub) – sáng tác
- Rajan Muse (The Hub) – sáng tác
- Brian U (The Hub) – chỉ đạo giọng hát
- Enan (The Hub) – chỉ đạo giọng hát
- Gun Hye-jin – ghi
- Lee Sang-yeob –  chỉnh sửa giọng hát
- Jiyoung Shin NYC –  chỉnh sửa giọng hát
- Jaycen Joshua – hoà âm và phối khí
- Jacob Richards – hoà âm và phối khí
- Mike Seaberg – hoà âm và phối khí
- DJ Riggins – hoà âm và phối khí
- Chris Gehringer – sản
- Jade – bass
- BananaGaraG – bass
- Paper Planet – guitar
- TRIAD – guitar